# Militão Augusto de Azevedo
Militão Augusto de Azevedo (Rio de Janeiro, 1837 — São Paulo, 1905) é considerado um dos mais importantes fotógrafos brasileiros da segunda metade do século XIX.
Desenvolveu paralelamente as carreiras de ator e fotógrafo, atuando na Companhia Joaquim Heleodoro (de 1858 a 1860) e na Companhia Dramática Nacional (de 1860 a 1862), com quem se mudou para São Paulo aos 25 anos de idade. Ainda na década de 1850 trava conhecimento com os proprietários do ateliê Carneiro & Gaspar, para o qual passa a trabalhar como retratista. A experiência de Militão no teatro exerceu uma influência importante em seu estilo de fotografar. Enquanto outros fotógrafos da época dedicavam-se primordialmente ao maior mercado da época, o de retratos, nota-se que ele levou a efeito uma liberdade artística e criativa bastante exclusiva ao escolher a paisagem urbana como alvo de seus registros.

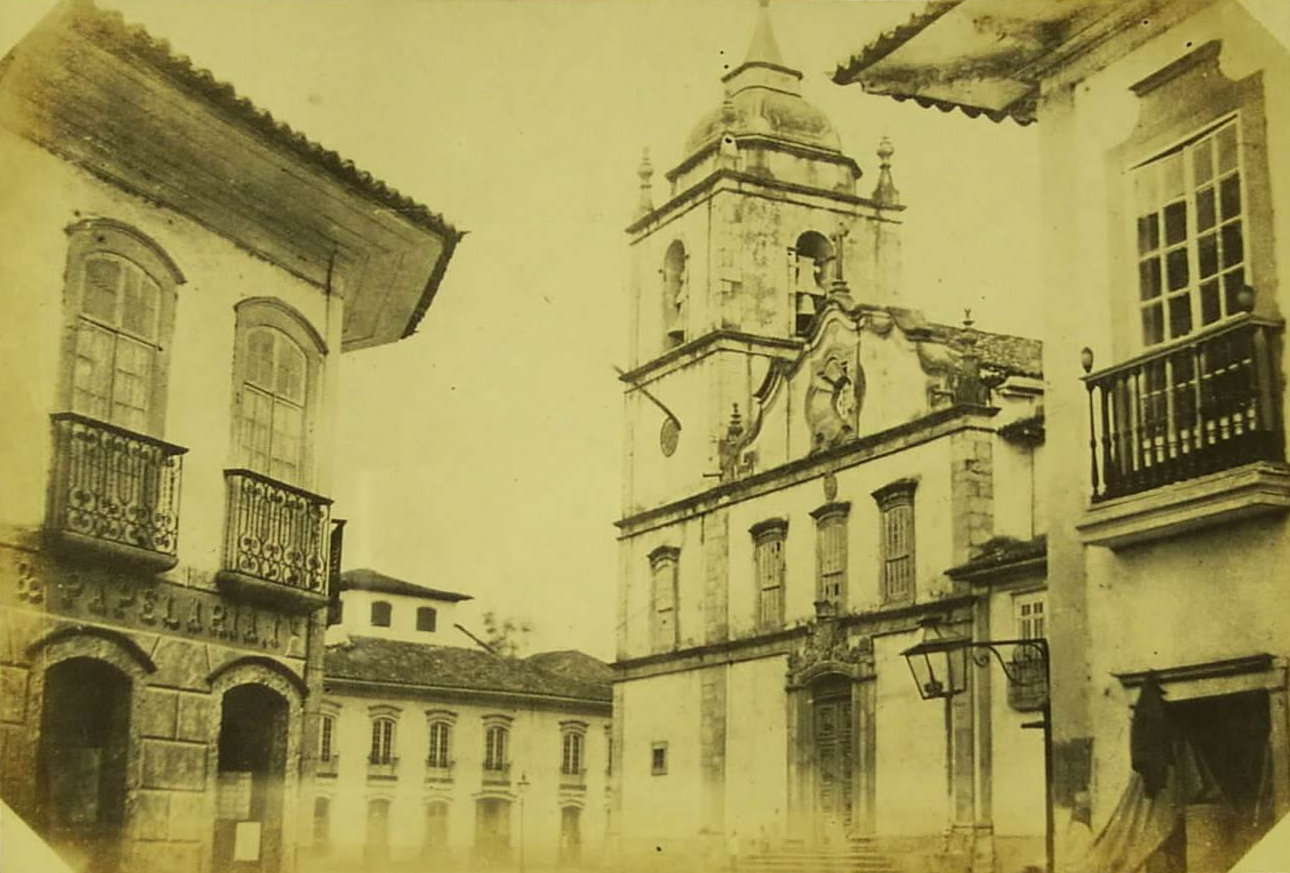
Sé, por volta de 1860

Cria o estúdio Photographia Americana em 1875, onde, além de figuras ilustres como Castro Alves, Joaquim Nabuco, Dom Pedro II e a Imperatriz Teresa Cristina, recebe uma clientela mais popular do que a dos demais estúdios instalados em São Paulo. Inclusive o preço cobrado pelas fotos era um dos mais baratos da cidade: cinco mil réis, o equivalente ao preço de cinco passagens para a Penha. A localização do ateliê, em frente à Igreja do Rosário, frequentada principalmente pela população negra, provavelmente explica a grande quantidade de negros fotografados, bem como a maneira em que estes aparecem nas fotos, não como escravos, mas como cidadãos comuns. Muitos outros registros mostram também coristas e artistas de teatro.
Apesar da popularidade cada vez maior do mercado fotográfico, em 1884, enfrentando sérios problemas comerciais, Militão decide colocar o Photographia Americana à venda, o que leva a efeito em 1885, leiloando seus móveis e equipamentos e viajando para a Europa. Provavelmente influenciado pela febre dos álbuns mostrando as cidades europeias, tem a ideia de produzir um álbum focado nas mudanças da vista urbana da cidade de São Paulo.

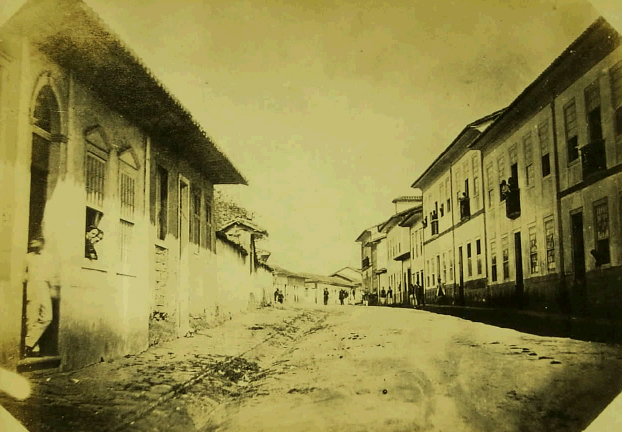
Rua da Constituição, São Paulo, por volta de 1860

Em 1887, Militão divulga o "Álbum Comparativo de Vistas da Cidade de São Paulo (1862-1887)", definindo um modelo para o estilo de fotografia paisagística urbana com enfoque na comparação entre épocas distintas. Realizou outros álbuns da mesma espécie, destacando-se entre eles "Vistas da Cidade de São Paulo" (1863), "Álbum de vistas da Cidade de Santos" (1864-65) "Álbum de vistas da Estrada de Ferro Santos Jundiaí" (1868) e "Álbum Comparativo de Vistas da Cidade de São Paulo (1862-1887)" (1887).
Em 1996 a coleção de mais de 12.000 fotos produzidas por Militão de Azevedo é adquirida pela Fundação Roberto Marinho e doada ao Museu Paulista da Universidade de São Paulo.

## Biografia
Nascido em 18 de junho de 1837, no Rio de Janeiro, Militão Augusto de Azevedo iniciou sua carreira como ator de teatro - participando de espetáculos em grupos como a Companhia Joaquim Heliodoro, em 1858, e a Companhia Dramática Nacional, em 1860. Com este último grupo, viajou para a cidade de São Paulo em 1862, onde a partir de então passou a residir e iniciou sua carreira como fotógrafo.
Em 1862, Militão começa a adquirir conhecimentos de retratista com os proprietários do ateliê Carneiro & Gaspar. A partir de então, começa a construir um estilo próprio de fotografar: enquanto muitos se dedicavam ao mercado da época, o de retratos, Militão criou uma liberdade artística e criativa exclusiva ao escolher as paisagens urbanas para serem registradas.
Quando chegou em São Paulo em 1862, Militão não encontrou um "pequeno e introspectivo núcleo acaipirado imerso na mesmice entorpecedora". A capital tinha uma atmosfera provinciana, mas era agitada, cheia de energia e de atividades voltadas para as realizações materiais. Foi nesse contexto que Militão começou seu trabalho com fotografias, documentando a população e seus cotidianos.
Em 1875, ano em que Militão já era sócio do ateliê Carneiro & Gaspar, o fotógrafo adquire o local e troca seu nome para Photographia Americana. Em seus 20 anos de atuação, o estúdio recebeu tanto figuras famosas, como uma clientela mais popular. O preço cobrado pelas fotos, inclusive, era um dos mais baratos da cidade:cinco mil réis. O ateliê ficava localizado em frente à Igreja do Rosário, frequentada principalmente pela população negra - esse fato explica a grande quantidade de negros fotografados e a maneira como estes aparecem nas fotos, não como escravos, mas como cidadãos comuns.
Alguns exemplos de clientes famosos que passaram pelo Photographia Americana são: o imperador Dom Pedro II, a imperatriz Tereza Cristina, o jurista e político Ruy Barbosa, o poeta Castro Alves, os abolicionistas Luís Gama e Joaquim Nabuco, Antônio de Lacerda Franco, José Maria Lisboa, Eduardo da Silva Prado, frei Germano de Annecy e Rodolfo Amoedo.
Apesar da popularidade cada vez maior do mercado fotográfico, em 1884, ao enfrentar problemas comerciais, Militão decide colocar o Photographia Americana à venda, o que leva a efeito em 1885, ao leilão de seus móveis e equipamentos e à sua viagem para a Europa. Apesar de se desfazer de todo o laboratório do Photographia Americana e leiloar máquinas, materiais e apetrechos fotográficos, Militão manteve a documentação textual e iconográfica, que acabou chegando à contemporaneidade porque foi mantida pela família de seu filho mais velho, Luiz Gonzaga de Azevedo - com quem o fotógrafo manteve laços estreitos até seu falecimento.
Provavelmente influenciado pela febre dos álbuns mostrando as cidades europeias, tem a ideia de produzir um álbum focado nas mudanças da vista urbana da cidade de São Paulo. É então que surge em 1887, o "Álbum Comparativo de Vistas da Cidade de São Paulo (1862-1887)". No mesmo estilo, o fotógrafo preparou outros álbuns com enfoque na paisagem urbana e na comparação entre diferentes épocas e suas mudanças, com destaque para: "Vistas da Cidade de São Paulo" (1863), "Álbum de vistas da Cidade de Santos" (1864-65) "Álbum de vistas da Estrada de Ferro Santos Jundiaí" (1868) e, seu projeto mais conhecido, o "Álbum Comparativo de Vistas da Cidade de São Paulo (1862-1887)".
Militão faleceu em 24 de maio de 1905, em São Paulo.

## Carreira e trabalhos

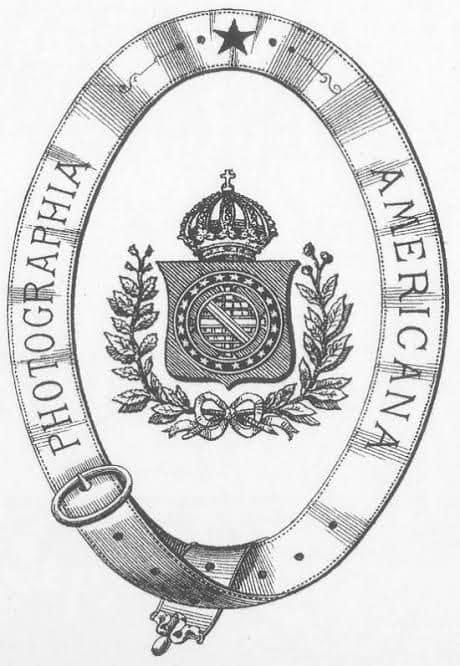
Marca do estúdio fotógrafo de Militão Augusto de Azevedo.

Militão atuou principalmente na capital da província de São Paulo entre 1862 e 1887, produzindo imagens de casas, chácaras, edifícios públicos, ruas e tomadas panorâmicas, e organizou álbuns com algumas dessas vistas urbanas. O fotógrafo também fez retratos em excursões a outras cidades, em especial quando as mesmas se encontravam em festa.
Mesmo depois que deixou de ser fotógrafo, Militão continuou trabalhando com os resultados de suas fotografias feitas em estúdio, de modo a converter sua extensa coleção de retratos em matéria de rememoração.
As atividades fotográficas de Militão ocorreram durante um período em que a grande novidade era a fixação de imagens da câmera obscura por meio de processos físicos e químicos. A partir do início dos anos 1850, passou a ocorrer a disseminação do sistema negativo-positivo - técnica que permitiu a reprodução da mesma imagem várias vezes. Nesse contexto, o interesse pela fotografia era crescente. Como fotógrafo, Militão passou a se relacionar com pessoas diversas na sociedade paulistana - que, de pouco mais de 20 mil moradores em 1872, passou a abrigar 45 mil pessoas em 1886.
As fotografias de Militão, principalmente aquelas que datam de 1862, representam uma das principais fontes para o conhecimento de São Paulo enquanto ainda era uma cidade colonial, ou seja, uma das principais representações de um passado diferente da cidade que viria a ser construída no século XX.
A partir de então, sua obra fotográfica se tornou um dos principais documentos iconográficos da cidade de São Paulo no século XIX, na qual é possível verificar o processo de urbanização da cidade, contado através das imagens. No final do século XIX, o progresso era entendido como um ideal europeu que o Brasil deveria aderir, muitos intelectuais e políticos trabalharam nesse sentido e até a população estava imbuída desse sentimento. 
Militão passou a atuar no momento em que a cidade de São Paulo estava em plena transformação e modernização, além de seu crescimento populacional e sua dinâmica agitada. A partir de 1887, o fotógrafo fez imagens de vários pontos da cidade, preservando os mesmos ângulos das vistas urbanas capturadas 25 anos. O projeto resultou no "Álbum Corporativo da Cidade de São Paulo (1862-1887)": formado por 60 imagens comparativas de São Paulo, são 18 os pares que reproduzem, nos mesmos ângulos, imagens de locais fotografados nesses dois anos distintos.

Em trecho de uma carta a Anatole Garraux (1833-1904), um editor e comerciante francês, datada de 21 de janeiro de 1887, Militão classificou em "antigas" e "modernas" as diferentes vistas urbanas que compõe o projeto:
"Estou fazendo um trabalho que julgo muito importante, mas talvez pouco rendoso. É um álbum comparativo de S. Paulo antigo e moderno. Tenho os clichês de 1862 e estou fazendo os comparativos atuais" (Carta a Garraux, 21 de janeiro de 1887)

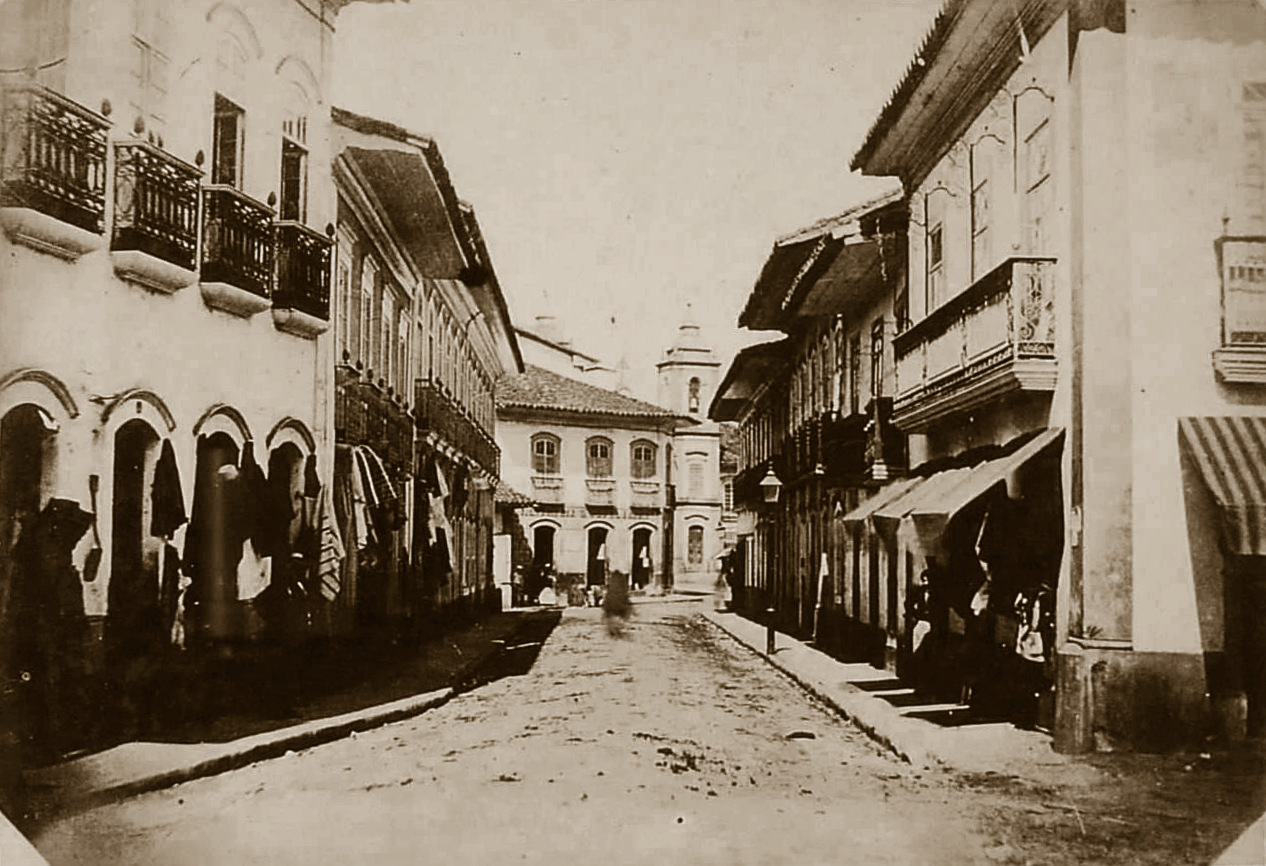
Rua Direita, 1862

Em 1893, por exemplo, Militão registrou a "febre da imigração no Brasil", especialmente de italianos. Esses imigrantes destinavam-se às lavouras de café, fixando-se na cidade de São Paulo. Os imigrantes trouxeram ideias novas sobre quase tudo e especialmente sobre política, com o anarquismo e o comunismo. Os paulistas, no entanto, ficavam perplexos frente à postura política, muitas vezes exaltada, dos imigrantes.
Remontam de 1970 os primeiros estudos sobre as fotografias de Militão Augusto de Azevedo. Também foi a partir deste ano começaram a ser organizadas as primeiras coleções públicas e privadas de fotografia do País. Esses estudos sobre fotografia surgiram a partir da necessidade de valorizar e preservar acervos fotográficos - que geraram a criação de centros de documentação e museus em cidades como São Paulo, Rio de Janeiro, Belo Horizonte e Porto Alegre. As fotografias feitas por Militão, especialmente, acabaram se tornando importantes por registrar o processo conflitual de urbanização de São Paulo e a rápida mudança da paisagem urbana, desencadeando a necessidade de gerenciar a memória de transformação desses espaços e das formas de sociabilidade urbanas ao longo do século XIX. 
Em janeiro de 1996, 91 anos após sua morte, o Museu Paulista da USP recebeu das mãos de familiares de Militão um conjunto de 12.000 manuscritos e fotografias produzidos pelo artista e por seu filho, Luiz Gonzaga de Azevedo. A aquisição foi viabilizada através do Ministério da Cultura, recebendo também o apoio financeiro da Rede Globo e da Fundação Roberto Marinho. Além da aquisição, foi também patrocinado o projeto de curadoria das coleções, concebido e desenvolvido pelo Museu, e que abrangeu desde a catalogação informatizada, geração de cópias de segurança, conservação e restauração, até a divulgação das coleções através da exposição e do multimídia "São Paulo nas Lentes de Militão". Os mais de 12.000 retratos produzidos pelos estúdios Carneiro & Gaspar e Photographia Americana constituem hoje uma das raras coleções fotográficas do século XIX com acesso público e informatizado. 

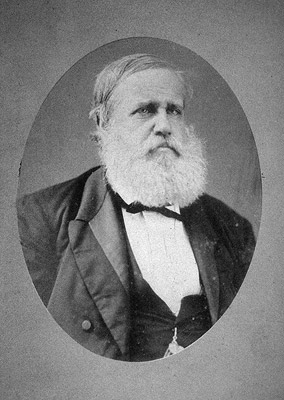
Retrato de D. Pedro II, 1870

## Estilo artístico
Dois aspectos se destacam na totalidade da obra de Militão Augusto de Azevedo: seu acervo fotográfico que até hoje se encontra em ótimo estado e o grande volume de sua produção fotográfica juntamente com a versatilidade de seu trabalho - composto por fotos urbanas e retratos. 
A coleção de retratos de Militão é fonte de subsídios importantes para grandes temas da sociedade, que abrangem desde estudos urbanos (como fotografias de paisagens e suas mudanças) até os registros das pessoas e moradores de determinados locais. Em seus retratos, vários tipos de pessoas chamam atenção. Imagens de negros, escravos, alforriados ou livres, em imagens individuais ou aos pares, são as mais frequentes. O estúdio de Militão, Photographia Americana, estava localizado na rua Imperatriz, a poucos metros da Igreja do Rosário, frequentada por negros e escravos - sendo esse um estímulo a mais para a decisão de entrar no ateliê e fazer-se fotografar. Ademais, o retrato infantil também tinha uma presença expressiva nas coleções fotográficas de Militão: quase 20% das fotografias referem-se a meninas, meninos e bebês - que aparecem sozinhos ou acompanhados pelos pais ou irmãos.
Entre as personalidades fotografadas por Militão estão nomes como Castro Alves, Rui Barbosa e Dom Pedro II. No entanto, o artista não deixou de registrar em suas lentes pessoas do povo, como trabalhadores e escravos. 
Militão também foi adepto ao gênero "fotografia de rua", que começou a difundir-se na Europa a partir da década de 1840, e foi caracterizado pelo registro de vistas panorâmicas e planos médios. O "Álbum Comparativo da Cidade de São Paulo (1862-1887)", por exemplo, resultou da compreensão de Militão das potencialidades de alguns espaços brasileiros se transformarem em fotografias.

## Projetos fotográficos de destaque
- Álbum Comparativo de Vistas da Cidade de São Paulo (1862-1887)
- Vistas da Cidade de São Paulo (1863)
- Álbum de Vistas da Cidade de Santos (1864-65)
- Álbum de Vistas da Estrada de Ferro Santos Jundiaí (1868)
- Álbum Comparativo de Vistas da Cidade de São Paulo (1862-1887)

### Álbum Comparativo de Vistas da Cidade de São Paulo (1862-1887)

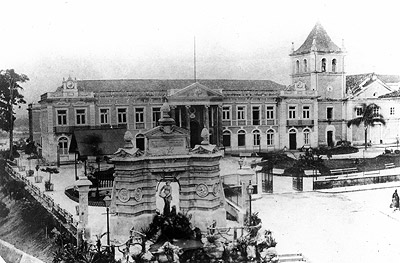
Palácio, Secretaria do Governo e Igreja do Colégio, 1887

O "Álbum Comparativo de Vistas da Cidade de São Paulo (1862-1887)" é um dos projetos fotográficos de maior destaque de Militão Augusto de Azevedo. Neste, o artista contribuiu para a formação de uma imagem moderna de São Paulo a partir da compreensão das potencialidade de transformação de alguns espaços em fotografia. Durante o espaço de tempo de 25 anos, o foco principal de Militão foram as mudanças dos espaços públicos, reconstruídos ou reformados, apresentando também alguns edifícios que deixaram de sofrer intervenções nesse período.
"Álbum Comparativo de Vistas da Cidade de São Paulo (1862-1887)" é composto por 60 fotografias originais, com dimensões de 14x22 cm, coladas em pranchas de papel cartão.
É através de certos elementos, escolhidos pelo fotógrafo como representativos dos anos de 1862 e de 1887, que são mostrados os "antes" e "depois" de São Paulo: os modos comparativos funcionam como referências para que o espectador veja como a cidade se transformou em um local "moderno". Quando as imagens são confrontadas, o que mais se destaca é que as vistas fotografadas na primeira data caracterizam-se pela ausência de alguns elementos, o que remete às mudanças ocorridas durante o processo de modernização: ruas e calçadas pavimentadas, estações ferroviárias, bonde, casas comerciais e habitações reformadas ou reconstruídas são alguns exemplos que podem ser vistos nas fotos 25 anos depois.
As legendas do Álbum são claras e procuram informar o observador acerca do que tratam as fotografias e de como foram feitas. A linguagem é parte fundamental para a composição do par comparativo, já que é só a partir desses escritos que é possível identificar que as imagens tratam do mesmo espaço, que passou por grande transformação. A maneira como o fotógrafo as compôs revela também quais mudanças foram essas. 
Com o projeto, Militão quer passar aos espectadores detalhes das fotografias que aludem a uma ideia de progresso, aliada a transformações materiais e modelos de sociabilidade vigentes no espaço público durante o período retratado.
Após a realização do "Álbum Comparativo", Militão se tornou um dos pioneiros em editar repertórios urbanos, principalmente a prática de comparar diversos momentos da cidade - que se tornou uma fórmula consagrada de apresentação de repertórios fotográficos urbanos no mercado editorial.

## Coleção Militão Augusto de Azevedo no Museu Paulista da Universidade de São Paulo
Grande parte da documentação que faz parte da Coleção Militão Augusto de Azevedo é formada por livros de controle e mostruário dos estúdios Carneiro & Gaspar e Photographia Americana - que trazem mais de 12.000 retratos produzidos, originalmente, no formato carte-de-visite e cabinet-portrait. Segundo a curadoria do Museu Paulista da Universidade de São Paulo, os retratos estão reunidos em seis encadernações em couro, com datas gravadas nas lombadas, colados inteiros ou recortados de modo a identificar apenas a face do cliente.
Também fazem parte da coleção 48 negativos de vidro emulsionados com colódio - que constituem as matrizes de alguns dos retratos constantes nos livros de controle - fotografias estereoscópicas, fotografias avulsas, os álbuns da cidade de Santos e São Paulo em 1862 e quatro documentos manuscritos.
 Com a coleção de Militão, foi adquirida também a de seu filho primogênito, Luiz Gonzaga de Azevedo, também fotógrafo e que produziu entre 1905 e 1924 mais de duas centenas de imagens organizadas em álbuns de família, negativos em vidro e flexíveis. O conjunto também é composto por uma agenda-diário onde foram registradas, pelo própria Luiz Gonzaga, acontecimentos familiares, um caderno com anotações e recortes de jornais sobre a vida profissional do fotógrafo e nove livros de cartas.
Para o processamento da coleção, o Museu teve que compatibilizar verbas e seguir um cronograma pré-estabelecido pela Fundação Roberto Marinho com todas as necessidades de pesquisa e documentação. Uma das prioridades da curadoria foi tornar a documentação disponível para o público no curto período de um ano.
O cumprimento do cronograma de um ano para a catalogação de 13.120 imagens foi possível apenas porque o Museu já dispunha de uma ficha cadastral definida para seu acervo iconográfico e de um programa de informatização especialmente desenvolvido para este fim.
A quantidade dos novos documentos aumentou em 76% o acervo iconográfico sob a guarda do Serviço de Documentação Textual e Iconografia do Museu - que foi de 17.000 para 30.000 unidades.

Na visão da pesquisadora do Museu Paulista, Solange Ferraz de Lima:
“As imagens do "Álbum Comparativo de Vistas da Cidade de São Paulo (1862-1887)" instauraram a primeira leitura visual da cidade de São Paulo sob o prisma da relação passado-presente, e são hoje documentos históricos, analisados no âmbito de estudos acadêmicos por arquitetos e historiadores como janela para o passado da cidade”.